# Mario Francese
Mario Francese (ˈmaːrjo franˈtʃeːze, geboren am 6. Februar 1925 in Syrakus; gestorben am 26. Januar 1979 in Palermo) war ein italienischer Journalist des Giornale di Sicilia. Er war der erste Journalist, der die Rolle von Toto Riina und den Corleonesi in der sizilianischen Mafia (Cosa Nostra) enthüllte. Deshalb wurde er am 26. Januar 1979 getötet. Nach 22 Jahren wurden im Jahr 2001 diejenigen verurteilt, die die Ermordung beauftragt hatten.

## Leben und Wirken
Als Jugendlicher zog er nach Palermo, um die Schule zu beenden. In den fünfziger Jahren erhielt Francese seinen ersten Job als Journalist bei der Agenzia Nazionale Stampa Associata (ANSA). Kurz darauf wurde er von der Zeitung La Sicilia in Catania als Korrespondent mit der Aufgabe beauftragt, über Verbrechen und gerichtliche Angelegenheiten zu schreiben. Im Jahr 1957 übernahm er eine Stelle als Leiter der Pressestelle der Regionalverwaltung von Sizilien, um seine finanzielle Situation zu verbessern.
Dank seiner verbesserten finanziellen Situation entschied er sich 1958, Maria Sagona zu heiraten. Bald darauf trat er von ANSA zurück und begann mit dem Giornale di Sicilia, der Hauptzeitung von Palermo, zusammenzuarbeiten. Er wurde eingestellt, um die Themen Kriminalität und Justiz abzudecken und wurde einer der besten Experten der Mafiagegner. Nach einiger Zeit musste er sich jedoch zwischen seiner Arbeit bei der sizilianischen Regionalverwaltung und der bei Giornale di Sicilia entscheiden. Im Jahr 1968 entschied er sich, professioneller Journalist zu werden. Beim Giornale di Sicilia kümmerte er sich um die Berichterstattung über Straftaten, vom Massaker von Ciaculli bis zum Mord an Carabinieri-Oberst Giuseppe Russo. Durch die Erkundung der mit dem Bau des Garcia-Damms verbundenen Intrigen hat er auch als erster die strategische Entwicklung und die neuen Interessen der Mafia von Corleone und deren Ausbreitung nach Palermo verstanden. Francese untersuchte die Verbindungen von Corleonesi, Geschäftsleuten und Politikern im Zusammenhang mit öffentlichen Aufträgen. Er war der einzige Journalist, der Ninetta Bagarella, die Frau von Salvatore Riina, interviewte.

## Ermordung und Gerichtsverhandlung
Francese starb durch fünf Kugeln am Abend des 26. Januar 1979 vor seinem Haus in Palermo, getötet durch Leoluca Bagarella, dem Schwager von Riina. Der Mord an Francese wurde polizeilich als Verbrechen im Affekt aufgenommen, bald vergessen und die Untersuchung abgeschlossen.
Die Ermittlungen wegen des Mordes wurden Jahre später auf Drängen der Familie, insbesondere seines Sohnes Giuseppe Francese, wieder aufgenommen. Die erste Instanz erfolgte im Jahr 2001 und verurteilte die gesamte führende Kommission der Cosa Nostra. Salvatore Riina, Francesco Madonia, Nenè Geraci, Giuseppe Farinella, Michele Greco, Leoluca Bagarella (der eigentliche Mörder) und Giuseppe Calò (Pippo Calò) wurden zu 30 Jahren Haft verurteilt. Bernardo Provenzano wurde zu lebenslanger Haft verurteilt.
In seiner Begründung zur Verurteilung der Mörder Franceses im Jahr 2001, 22 Jahre später, beschrieb der Richter die Fähigkeiten Franceses: „Eine außergewöhnliche Fähigkeit, Verbindungen zwischen den wichtigsten Nachrichtenereignissen herzustellen, sie mit mutiger Intelligenz zu interpretieren und so eine Rekonstruktion des Außergewöhnlichen zu zeichnen mit Klarheit und Glaubwürdigkeit im Hinblick auf die Entwicklungslinien von Cosa Nostra, in einer historischen Phase, in der – neben dem Aufkommen einer Einblick gewährenden und weit verbreiteten Mafiainfiltration in der Welt der Beschaffung und der Wirtschaft – die Strategie von Cosa Nostra, die staatlichen Institutionen anzugreifen, Gestalt angenommen hat. Eine subversive Strategie, die mit dem Wegfall eines der klarsten Köpfe des sizilianischen Journalismus einen Qualitätssprung gemacht hatte, ein professioneller Fremder in jeder Form von Aufmachung, der keinerlei Gefälligkeit gegenüber den Cliquen hat, die mit der Mafia zusammenarbeiten und die Öffentlichkeit versorgen können mit wichtigen Werkzeugen zur Analyse der Veränderungen, die in Cosa Nostra stattfinden.“
Die Urteile wurden im Berufungsverfahren bestätigt. Im Dezember 2003 hat das italienische Oberste Gericht Pippo Calò, Nenè Geraci und Giuseppe Farinella wegen Nichtbeteiligung entlassen und die 30-jährige Haftstrafe für Totò Riina, Leoluca Bagarella, Raffaele Ganci, Francesco Madonia und Michele Greco bestätigt. Die Verurteilung von Bernardo Provenzano wurde ebenfalls bestätigt.
Giuseppe, der Sohn von Mario Francese und wie er ein Journalist im Giornale di Sicilia, der für die Wahrheit über den Mord an seinem Vater gekämpft hatte, beging kurz vor der Verurteilung der Mörder durch das Berufungsgericht Selbstmord.

## Ehrungen
Der Mario-Francese-Preis wurde 1996 zu Ehren seines Gedächtnisses ins Leben gerufen. Im Jahr 2001 ehrte Francesca Barra das Gedenken der beiden Journalisten (Mario Francese und seines Sohnes Giuseppe) mit einem Buch „Das vierte Gebot“ (beim Herausgeber Rizzoli).
Ein Platz in Corleone wurde nach Mario und Giuseppe Francese benannt. Die italienischen Gewerkschaftsreporter gedachten des Journalisten mit der Einweihung einer nach ihm benannten Grünfläche auf der Viale Campania, einer Allee in Palermo, in Anwesenheit von Familienmitgliedern.